# Llenguado nassut
El llenguado nassut (Pegusa lascaris) és un peix teleosti de la família dels soleids i de l'ordre dels pleuronectiformes.

## Alimentació
Menja poliquets, gambes, crustacis i bivalves.

## Distribució geogràfica
Es troba a les costes de l'Atlàntic oriental, Mar Mediterrània i Mar Negra.